# Yénga
Yénga, est une localité et une  commune rurale de la préfecture de Nana-Mambéré, en République centrafricaine. 

## Géographie
La commune de Yénga s’étend à l’ouest de la ville de Bouar, La plupart des villages sont situés sur l’axe Bouar-Baboua route nationale RN3, et d’autre part suivant l’axe Bouar-Niem.
|           | Niem-Yéléwa | Doaka-Koursou   |
| Béa-Nana  | Yénga       | Herman-Brousse  |
| Nadziboro | Bingué      | Zotoua-Bangarem |

## Villages
Les principaux villages de la commune sont : Yénga et Ngaguéné.
En 2003, la commune rurale compte 53 villages recensés : Badikozonga, Banawane, Bazama, Begon, Beka-Goufou, Bobadop, Bolaye, Boubayanding, Boudounda, Daye, Doko, Doko-Koui, Fafou, Foro, Gaimbadi, Galilee, Gbanam, Gbane-Kpetene, Gbayanga-Poumba, Goro-Kpetene, Guesse, Guinawen, Joli-Soir, Kana, Kpockwam, Mamate, Mbarang, Mbomango, Mbomango-Yenga, Mborguene, Nalifa, Nareme, Ndio, Ndongue-Vacap, Nenefio, Ngaguéné, Ngam, Ngoret-Boudouma, Ngorom, Pendere, Sabongari, Safou, Sanne-Ina, Serre, Tabem, Touamon, Yagounte, Yaketebaya, Yambele, Yazeka, Yénga, Yongo, Zalingo.

## Éducation
La commune compte 4 écoles publiques à Yénga, Dai, Goro et Nguagueno et une école privée à Ngorom.